# 30-cm-Raketen-Werfer 56
Der 30-cm-Raketenwerfer 56 (kurz 30-cm-RW 56) war ein Werfer der deutschen Wehrmacht im Zweiten Weltkrieg.

## Geschichte
Der 30-cm-RW 56 wurde ab Ende 1943 in der Maschinenfabrik Donauwörth produziert und offiziell am 12. Oktober 1944 per O.K.H.-Verfügung eingeführt, wobei die ersten 14 Werfer im April 1944 zur Auslieferung kamen. Erstmals in der Geschichte der Nebeltruppe erhielt diese Waffe offiziell die Bezeichnung Raketenwerfer. Im Zeitraum von April bis November 1944 hat das Heereswaffenamt 494 Stück abgenommen. Am 1. Dezember 1944 waren noch 387 Stück von der Truppe als Bestand gemeldet.

## Aufbau und Funktionsweise
Bei dem Werfer handelte es sich um ein mobiles Abschussgestell für sechs Raketen, welches als Anhänger für ein motorisiertes Zugfahrzeug ausgelegt war. Das Fahrgestell des Werfers basierte auf der Lafette des 7,5-cm-Infanteriegeschütz 42/8-cm-Panzerabwehrwerfer 600. Auf diesem waren sechs Abschussvorrichtungen montiert, in denen die Werfergranaten befestigt wurden. In einem auf der linken Seite montierten Kasten, der zum Schuss wieder geschlossen wurde, war der Richtaufsatz 38 montiert. Auf dem linken Kotflügel war ein Zubehörkasten aufgesetzt.
Bei den Werfergranaten handelte es sich zum einen um Raketengeschosse mit einem Kaliber von 30 cm (30-cm-Wgr Spr 4491) und einem Gewicht von 45 kg, allerdings konnten mithilfe von Rohreinsätzen auch 15-cm-Raketen mit 34,15 kg (15-cm-Wgr Spr) oder 35,48 kg (15-cm-Wgr 41 w Kh Nb) verschossen werden. Die Zündung der Geschosse erfolgte elektrisch mittels eines Kabels und einer Zündmaschine, da ein Sicherheitsabstand eingehalten werden musste. Diese 6 Geschosse konnten innerhalb von 10 Sekunden abgeschossen werden und flogen bis zu 4550 Meter weit. Es bestand die Möglichkeit, mehrere Werfer koordiniert mit einer Zündmaschine abzufeuern. Für das Nachladen des Werfers brauchte die sechsköpfige Bedienung ungefähr fünf Minuten.

## Einsatz

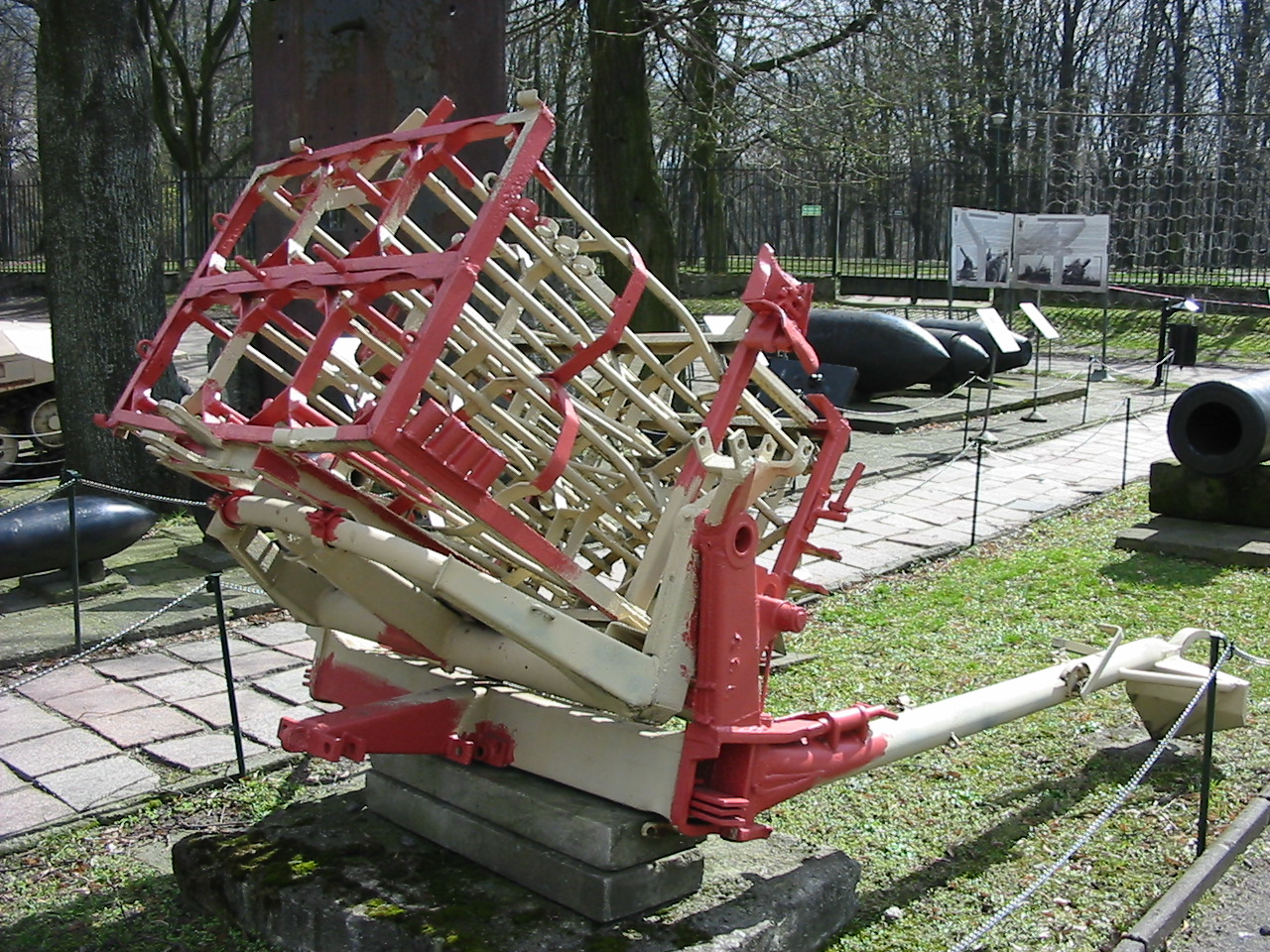
30-cm-Raketen-Werfer 36 in einem polnischen Museum

Die schweren Wurfkörper führten die Bedienungsmannschaften der Werfer mit Hilfe einer „Ladeschwinge“ von vorne in die Rinnen ein. Danach wurden bei den 30-cm-Geschossen die Zünder aufgeschraubt und als letztes das Zündkabel angeschlossen.
Der 30-cm-RW 56 wurde ab 1944, zusammen mit dem 30-cm-Nebelwerfer 42, dem 28/32-cm-Nebelwerfer 41, dem 21-cm-Nebelwerfer 42 und dem 15-cm-Nebelwerfer 41 in speziellen Nebelwerfer-Regimentern des Heeres zusammengefasst. Im Juni 1943 gab es das Werfer-Lehrregiment 1 und weitere 10 Regimenter, die zur Schwerpunktbildung den Armeeoberkommandos oder den Armee-Korps unterstellt waren. Jedes Regiment hatte 3 Abteilungen mit jeweils 3 Kompanien zu je 6 Nebelwerfern.